# Rosemary Radford Ruetherová
Rosemary Radford Ruetherová (2. listopadu 1936 Saint Paul, Minnesota – 21. května 2022 Pomona, Kalifornie) byla americká feministická teoložka. Její zakotvenost v historicko-kritické sociologii vědění, zájem o antiku, patristiku a raný judaismus na jedné straně a její politická angažovanost v záležitostech rasy, genderu a ekologie na druhé straně, vytváří dohromady kreativní napětí, které se line napříč mnoha jejími publikacemi. Mezi její oblasti zájmu patří také vztah mezi christologií a antisemitismem.

## Život
Vyrůstala v Georgetownu v americkém státě Texas. Její matka byla katolička a otec navštěvoval episkopální církev. Otec zemřel, když jí bylo dvanáct let. Spolu s matkou se přestěhovala do Kalifornie. Chtěla zde studovat umění na místní Scripps College (1954–58), později se ale pod vlivem profesora Roberta Palmera, otevřeného ateisty, začala zajímat o filozofii a historii antického Řecka a Říma. Poslední rok na vysoké škole se provdala za Hermana Ruethera. Oba dva se věnovali akademické dráze. On politické vědě a ona sociální a intelektuální historii křesťanského myšlení a k tomu se jim povedlo vychovat tři děti. Poté, co R. R. Ruether dokončila studia antiky, pokračovala doktorátem ve studiích antiky a patristiky na Vysoké škole teologie v Claremontu.
V 60. letech se ve věku 25 let zapojila do hnutí za lidská práva, nejdříve v Mississippi a potom ve Washingtonu. Zde se jí otevřely oči, když se setkala s rasismem a tvrdým bojem afroamerické komunity za spravedlnost. Tato zkušenost se prohloubila při jejím desetiletém působení na Howardské univerzitě (1966–76), kde se začala seznamovat s „černou“ feministickou teologií. Během svého pobytu ve Washingtonu se rovněž zapojila do mírového hnutí, účastnila se mnoha demonstrací a pochodů, a dokonce byla několikrát zatčena s ostatními radikálními katolíky a protestanty. 
Ruether na rozdíl od radikálních feministek (jako např. Mary Daly) neopustila církev, částečně kvůli tomu, že zde měla v době po 2. vatikánském koncilu mnoho přátel (např. Thomase Mertona či George Bauma). V té samé době napsala svoji první knihu: Church against itself (1967), která kriticky reflektovala učení římskokatolické církve. Kritizovala především postoj církve k sexualitě a reprodukci.

## Dílo
- Rosemary Radford Ruetherová: Gregory of Nazianzus: Rhetor and Philosopher, Oxford University Press, Londýn 1969
- Rosemary Radford Ruetherová: „Beginnings: An Intellectual Autobiography“, in Gregory Baum (ed.): The Impact of Personal Experience on Religious Thought, Paulist Press, New York 1975
- Rosemary Radford Ruetherová: To Change the World, Crossroad, New York 1981
- Rosemary Radford Ruetherová: Disputed Questions: On Being a Christian, Abingdon, Nashville 1982
- Rosemary Radford Ruetherová: Sexism and God-Talk: Toward a Feminist Theology, Beacon Press, Boston 1983
- Rosemary Radford Ruetherová: Women-Church: Theology and Practice of Feminist Liturgical Communities, Harper & Row, San Francisco 1985
- Rosemary Radford Ruetherová, Herman J. Ruether: The Wrath of Jonah: The Crisis of Religious Nationalism in the Israeli-Palestinian Conflict, Harper & Row, San Francisco 1989
- Rosemary Radford Ruetherová: Gaia & God: An Ecofeminist Theology of Earth Healing, HarperCollins, San Francisco 1992
- Rosemary Radford Ruetherová: Women and Redemption: A Theological History, Fortress Press, Minneapolis 1998

Do češtiny není zatím žádné její důležité dílo přeloženo.